# Undaan Kidul (Karanganyar)
Undaan Kidul is een bestuurslaag in het regentschap Demak van de provincie Midden-Java, Indonesië. Undaan Kidul telt 2440 inwoners (volkstelling 2010).